# Station Houdan
Station Houdan is een spoorwegstation aan de spoorlijn Saint-Cyr - Surdon. Het ligt in de Franse gemeente Houdan in het departement Yvelines (Île-de-France).

## Geschiedenis
Het station werd op 15 juni 1864 geopend door de Compagnie des chemins de fer de l'Ouest bij de opening van de sectie Saint-Cyr - Dreux. Sinds zijn oprichting is het station eigendom van de Société nationale des chemins de fer français (SNCF).

## Ligging
Het station ligt op kilometerpunt 62,049 van de spoorlijn Saint-Cyr - Surdon.

## Diensten
Het station wordt aangedaan door treinen van Transilien lijn N tussen Paris-Montparnasse en Dreux. Bepaalde treinen zijn sneltrein.

## Vorige en volgende stations
| Richting | Vorig station      | Lijn    | Volgend station           | Richting           |
| -------- | ------------------ | ------- | ------------------------- | ------------------ |
| Dreux    | Marchezais - Broué | Trans N | Tacoignières - Richebourg | Paris-Montparnasse |
| Dreux    | Dreux              | Trans N | Montfort-l'Amaury - Méré  | Paris-Montparnasse |